# Bukittinggi
Bukittinggi è una città dell'Indonesia, situata nella provincia di Sumatra Occidentale.

## Distretti amministrativi
- Guguk Panjang

- Mandiangin Koto Selayan

- Aur Birugo Tigo Baleh